# 官野厚
官野 厚（かんの あつし 1960年 - ）は、日本のコンピューター技術者。ITIL 関連技術サービスの提供。
サン・マイクロシステムズ技術部長。オリーブネット株式会社代表取締役社長。
ITIL Foundation（2004）, ITIL Manager（2005）, ITIL Expert（2008）,ITIL Intermediate
（SOA, PPO, RCV, OSA, MALC）（2013）資格保有IRCA登録ITSMS審査員、IRCA登録ISMS審査員。

## 来歴
福島県白河市生まれ。東北大学理学部数学科卒業。卒業後、日本ディジタルイクイップメント、日本オラクル勤務を経て、サン・マイクロシステムズ時代にデータセンターの運用サービス認証プログラムに従事。その後、サービスマネジメント全般のコンサルタントとして主にITIL関連教育コースを開発・販売・提供し、現在に至る。2017年1月からの2年間はJICA海外協力隊のシニアボランティアとして、 スリランカの職業訓練学校でコンピューター教育に携わる。

## 主な著書
- 『ITILの基礎　ITIL V3 ファンデーション試験 対応』毎日コミュニケーションズ（2010）ISBN 978-4839936907
- 『DX時代のサービスマネジメント～“デジタル革命”を成功に導く新常識』技術評論社（2020） ISBN 978-4297117344